# مارك 11 (قنبلة نووية)

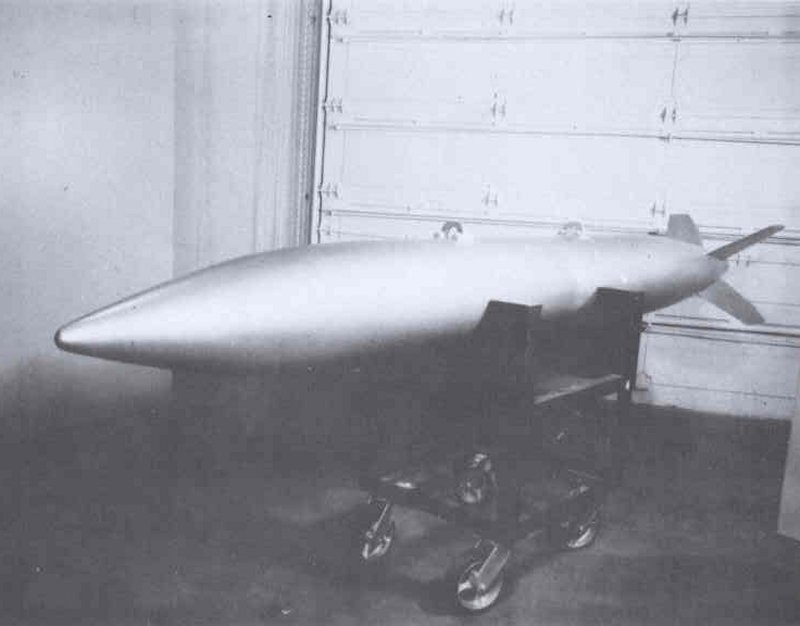
مارك 11 (قنبلة نووية)

القنبلة النووية مارك 11 هي قنبلة نووية أمريكية طورت من القنبلة النووية مارك 8 في منتصف 1950. مثل مارك 8 كان مارك 11 سلاحا لاخترق الأرض المعروفة أيضا باسم القنبلة النووية المعبدة.

## الوصف
كما هو الحال مع مارك 8 كان مارك 11 قنبلة نووية من نوع السلاح واستخدمت مجموعة مستهدفة كبيرة ثابتة من اليورانيوم عالي التخصيب وبرميل شبيه بالمسدس ورصاص اليورانيوم.
أنتج مارك 11 لأول مرة في عام 1956 وكان في الخدمة حتى عام 1960. تم إنتاج ما مجموعه 40 قنبلة لتحل محل مارك 8 وكان قطرها 14 بوصة وطولها 147 بوصة ووزنها 3,210 إلى 3,500 رطل.
وأفادت التقارير أن القنبلتين قد استخدمتا نفس التصميم الأساسي للاسلحة الانشطارية لكن مارك 11 كان يمتلك غلاف خارجي أكثر حداثة صمم ليخترق أكثر وأكثر بشكل موثوق في الأرض. كان مارك 8 مسطح يشبه إلى حد كبير طوربيد. كان الفرق الرئيسي في مارك 8 هو أن مارك 11 كان بها مشغل كهربائي يعمل كآلية أمان لتدوير حلقة الخزل لمنع إطلاق القذيفة على الحلقات المستهدفة ولم يكن لدى مارك 8 أجهزة أمان.